# Quiroganes
Quiroganes (llamada oficialmente San Bartolomeu de Queirugás) es una parroquia y un lugar del municipio español de Verín, en la provincia de Orense, Galicia.

## Toponimia
La parroquia también es conocida por los nombres de San Bartolomé de Queirugas, San Bartolomé de Quiroganes y San Bartolomeu de Quirogas.

## Organización territorial
La parroquia está formada por una entidad de población:
- Queirugás

## Demografía
Gráfica demográfica de la villa y parroquia de Quiroganes según el INE español:
| Gráfica de evolución demográfica de Quiroganes entre 2000 y 2023 |
|                                                                  |
| Datos según el nomenclátor publicado por el INE.                 |